# Luis Munive Escobar

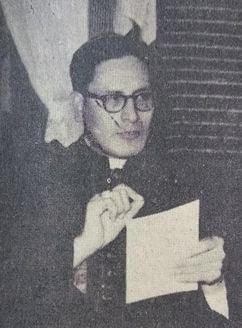
Luis Munive Escobar

Luis Munive Escobar (* 21. Juni 1920 in Santa Ana Chiautempan; † 25. Mai 2001) war ein mexikanischer römisch-katholischer Geistlicher und Bischof von Tlaxcala.

## Leben
Luis Munive Escobar empfing am 25. März 1944 das Sakrament der Priesterweihe.
Am 13. Juni 1959 ernannte ihn Papst Johannes XXIII. zum Bischof von Tlaxcala. Der Erzbischof von Puebla de los Ángeles, Octaviano Márquez y Tóriz, spendete ihm am 12. November desselben Jahres die Bischofsweihe.
Am 10. Februar 2001 nahm Papst Johannes Paul II. das von Luis Munive Escobar aus Altersgründen vorgebrachte Rücktrittsgesuch an.